# Časlav Brukner
Časlav Brukner (serbisch-kyrillisch Часлав Брукнер; * 9. Juli 1967 in Novi Sad, Jugoslawien) ist ein serbisch-österreichischer Quantenphysiker und Universitätsprofessor.
Časlav Brukner studierte von 1987 bis 1991 Physik an der Universität Belgrad und absolvierte in der Folge bis 1995 ein Diplomstudium der Physik an der Universität Wien. Danach war er wissenschaftlicher Mitarbeiter am Institut für Experimentalphysik an der Universität Innsbruck. 1999 erfolgte seine Promotion zum Dr. techn. in Quantenphysik an der Technischen Universität Wien.
2003 habilitierte er sich für das Fach Quantenphysik an der Universität Wien und war bis 2014 außerordentlicher Universitätsprofessor.
Er hatte 2004 einen Auslandsaufenthalt beim Imperial College in London, von 2005 bis 2008 war er als Professor an der Tsinghua-Universität in Peking tätig. Seit 2008 ist er als Gastprofessor an der Universität Belgrad tätig.
Seit Juli 2013 ist er Direktor des Instituts für Quantenoptik und Quanteninformation (IQOQI) Wien an der Österreichischen Akademie der Wissenschaften und seit Februar 2014 hat er die Professur für Quanteninformationstheorie und Grundlagen der Quantenphysik in der Gruppe Quantenoptik, Quantennanophysik und Quanteninformation an der Universität Wien.
Seine Forschungsschwerpunkte sind Quanteninformationstheorie, Quanten-Nichtlokalität und informationstheoretische Grundlagen der Quantenmechanik sowie die Kausalität in Gravitation und Quantenphysik.